# Lagord
Lagord est une commune du Sud-Ouest de la France située dans le département de la Charente-Maritime (région Nouvelle-Aquitaine).
Ses habitants sont appelés les Lagordais et les Lagordaises.

## Géographie
Importante commune résidentielle située au nord de La Rochelle, en agglomération continue avec cette dernière, en particulier au niveau du quartier Vendôme.
Le fort développement de ces dernières décennies s'est notamment traduit sur le plan économique par la création de deux zones d'activité (la Vallée et les Greffières) et d'un parc commercial (Fief Rose).
Depuis 2016, la ville abrite désormais le siège de la caisse régionale du Crédit Agricole et la Chambre départementale des Métiers.
L'expansion de la ville s'est également accomplie sur le plan urbanistique par la réalisation de nouveaux quartiers et lotissements qui tendent à englober dans un tissu continu d'anciens hameaux, lieux-dits ou villages ruraux tels la Descenderie, le Payaud, le Lignon ou la Plouzière.
La commune comprend par ailleurs une petite partie du village du Payaud, partagé avec les communes de Puilboreau et Nieul-sur-Mer.

### Communes limitrophes
|           | Nieul-sur-Mer |            |
| L'Houmeau | Lagord        | Puilboreau |
|           | La Rochelle   |            |

## Urbanisme

### Typologie
Au 1er janvier 2024, Lagord est catégorisée grand centre urbain, selon la nouvelle grille communale de densité à 7 niveaux définie par l'Insee en 2022.
Elle appartient à l'unité urbaine de La Rochelle, une agglomération intra-départementale dont elle est une commune de la banlieue,. Par ailleurs la commune fait partie de l'aire d'attraction de La Rochelle, dont elle est une commune du pôle principal,. Cette aire, qui regroupe 72 communes, est catégorisée dans les aires de 200 000 à moins de 700 000 habitants,.

### Occupation des sols
L'occupation des sols de la commune, telle qu'elle ressort de la base de données européenne d’occupation biophysique des sols Corine Land Cover (CLC), est marquée par l'importance des territoires agricoles (50,8 % en 2018), en diminution par rapport à 1990 (61,5 %). La répartition détaillée en 2018 est la suivante : 
terres arables (48,9 %), zones urbanisées (40,5 %), zones industrielles ou commerciales et réseaux de communication (8,7 %), zones agricoles hétérogènes (1,9 %). L'évolution de l’occupation des sols de la commune et de ses infrastructures peut être observée sur les différentes représentations cartographiques du territoire : la carte de Cassini (XVIIIe siècle), la carte d'état-major (1820-1866) et les cartes ou photos aériennes de l'IGN pour la période actuelle (1950 à aujourd'hui).

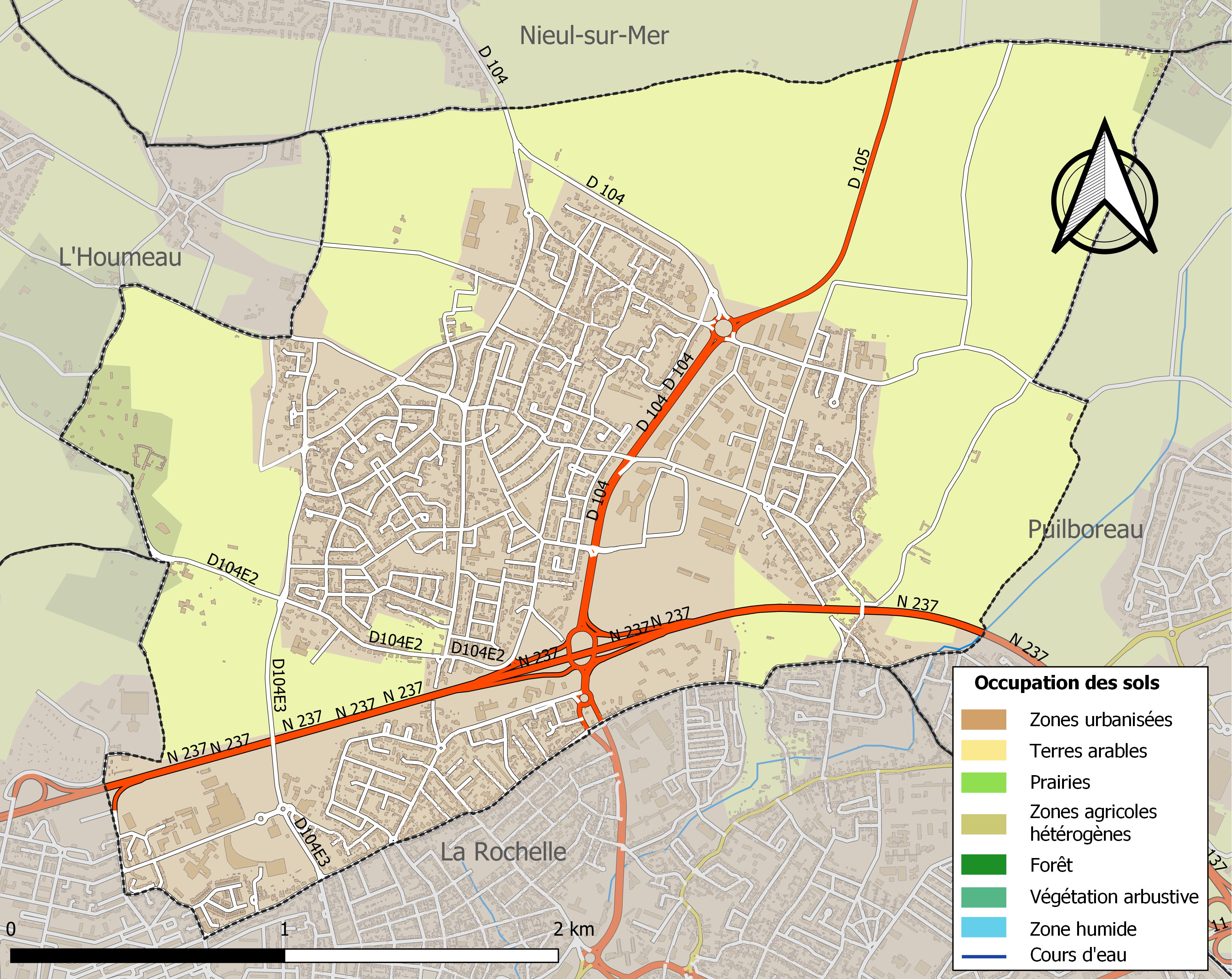
Carte des infrastructures et de l'occupation des sols de la commune en 2018 (CLC).

### Risques majeurs
Le territoire de la commune de Lagord est vulnérable à différents aléas naturels : météorologiques (tempête, orage, neige, grand froid, canicule ou sécheresse), mouvements de terrains et séisme (sismicité modérée). Il est également exposé à un risque technologique, le transport de matières dangereuses. Un site publié par le BRGM permet d'évaluer simplement et rapidement les risques d'un bien localisé soit par son adresse soit par le numéro de sa parcelle.

#### Risques naturels

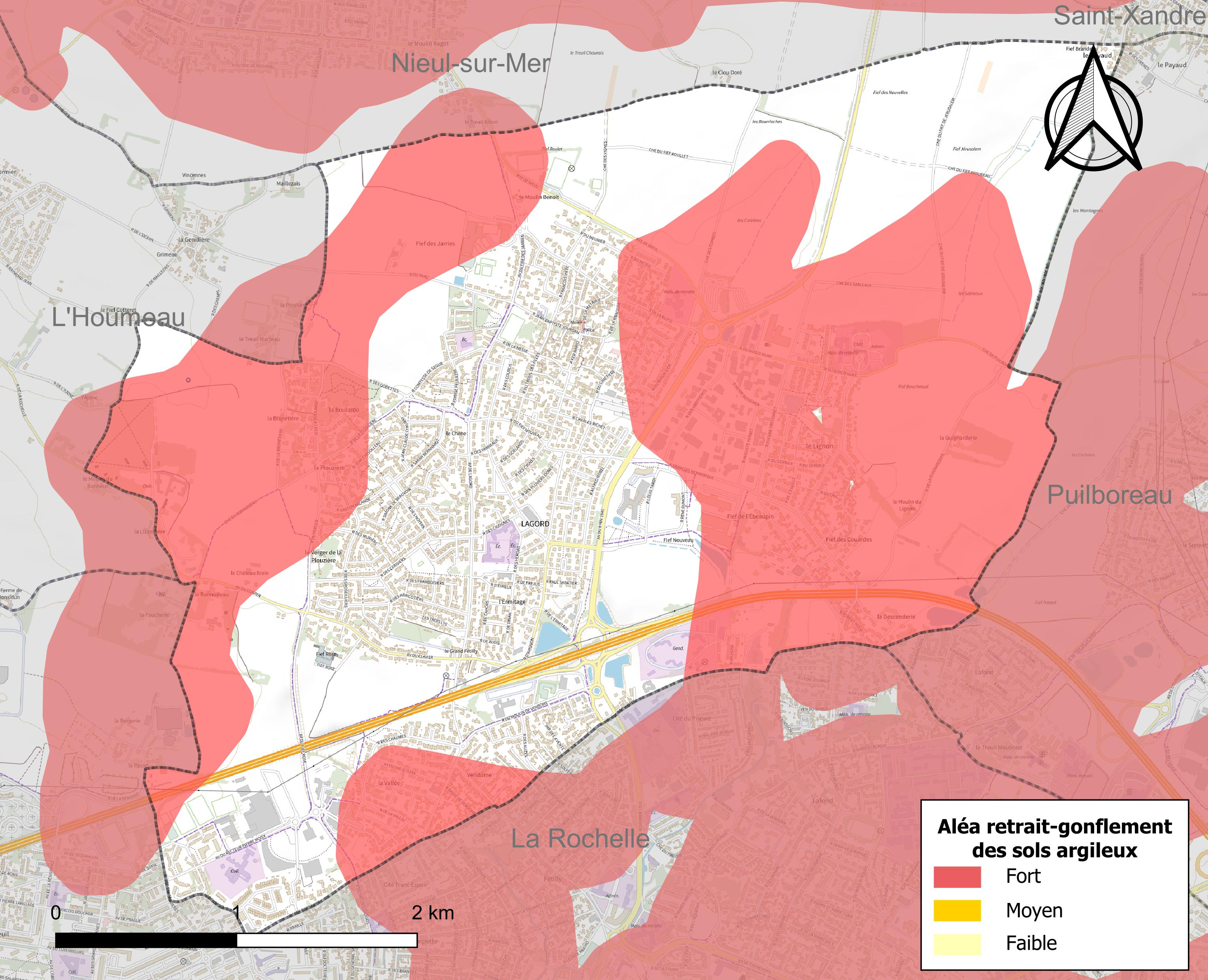
Carte des zones d'aléa retrait-gonflement des sols argileux de Lagord.

Les mouvements de terrains susceptibles de se produire sur la commune sont des tassements différentiels.
Le retrait-gonflement des sols argileux est susceptible d'engendrer des dommages importants aux bâtiments en cas d’alternance de périodes de sécheresse et de pluie. 49,5 % de la superficie communale est en aléa moyen ou fort (54,2 % au niveau départemental et 48,5 % au niveau national). Sur les 3 123 bâtiments dénombrés sur la commune en 2019, 1 075 sont en aléa moyen ou fort, soit 34 %, à comparer aux 57 % au niveau départemental et 54 % au niveau national. Une cartographie de l'exposition du territoire national au retrait gonflement des sols argileux est disponible sur le site du BRGM,.
Par ailleurs, afin de mieux appréhender le risque d’affaissement de terrain, l'inventaire national des cavités souterraines permet de localiser celles situées sur la commune.
La commune a été reconnue en état de catastrophe naturelle au titre des dommages causés par les inondations et coulées de boue survenues en 1982, 1987, 1999, 2001 et 2010. Concernant les mouvements de terrains, la commune a été reconnue en état de catastrophe naturelle au titre des dommages causés par la sécheresse en 1989, 2003, 2005, 2011 et 2018 et par des mouvements de terrain en 1999 et 2010.

#### Risques technologiques
Le risque de transport de matières dangereuses sur la commune est lié à sa traversée par une ou des infrastructures routières ou ferroviaires importantes ou la présence d'une canalisation de transport d'hydrocarbures. Un accident se produisant sur de telles infrastructures est susceptible d’avoir des effets graves sur les biens, les personnes ou l'environnement, selon la nature du matériau transporté. Des dispositions d’urbanisme peuvent être préconisées en conséquence.

## Toponymie
Une hypothèse donne comme origine le mot celte gor, signifiant pourceau, animal dont les Gaulois vivant sur ce territoire faisaient l’élevage et le commerce. Il se peut que ce nom ait été donné aux bois de chênes dont on clôturait certaines parcelles pour servir de parcs d’élevage.
On relève le nom d'Agorto en 1377. Ensuite, le toponyme est devenu La Gort puis Lagord.

## Politique et administration

### Liste des maires
| Période                                  | Période  | Identité             | Étiquette | Qualité            |
| ---------------------------------------- | -------- | -------------------- | --------- | ------------------ |
| Les données manquantes sont à compléter. |          |                      |           |                    |
|                                          |          |                      |           |                    |
| 1971                                     | 2014     | Jean-François Douard | DVD       | Conseiller général |
| 2014 (réélu en mai 2020)                 | En cours | Antoine Grau         | DVG       | Médecin            |

### Politique environnementale
Dans son palmarès 2024, le Conseil national de villes et villages fleuris de France a attribué trois fleurs à la commune.

## Démographie
L'évolution du nombre d'habitants est connue à travers les recensements de la population effectués dans la commune depuis 1793. Pour les communes de moins de 10 000 habitants, une enquête de recensement portant sur toute la population est réalisée tous les cinq ans, les populations de référence des années intermédiaires étant quant à elles estimées par interpolation ou extrapolation. Pour la commune, le premier recensement exhaustif entrant dans le cadre du nouveau dispositif a été réalisé en 2007.

En 2022, la commune comptait 7 594 habitants, en évolution de +6,96 % par rapport à 2016 (Charente-Maritime : +4,04 %, France hors Mayotte : +2,11 %).
| 1793 | 1800 | 1806 | 1821 | 1831 | 1836 | 1841 | 1846 | 1851 |
| ---- | ---- | ---- | ---- | ---- | ---- | ---- | ---- | ---- |
| 794  | 731  | 808  | 875  | 963  | 937  | 960  | 946  | 971  |

| 1856 | 1861 | 1866 | 1872 | 1876 | 1881 | 1886 | 1891 | 1896 |
| ---- | ---- | ---- | ---- | ---- | ---- | ---- | ---- | ---- |
| 977  | 721  | 758  | 727  | 729  | 790  | 876  | 860  | 804  |

| 1901 | 1906 | 1911 | 1921  | 1926  | 1931  | 1936  | 1946  | 1954  |
| ---- | ---- | ---- | ----- | ----- | ----- | ----- | ----- | ----- |
| 926  | 966  | 905  | 1 010 | 1 049 | 1 153 | 1 238 | 1 334 | 1 635 |

| 1962  | 1968  | 1975  | 1982  | 1990  | 1999  | 2006  | 2007  | 2012  |
| ----- | ----- | ----- | ----- | ----- | ----- | ----- | ----- | ----- |
| 2 906 | 4 125 | 4 061 | 5 056 | 5 287 | 6 456 | 6 986 | 7 054 | 7 236 |

| 2017  | 2022  | - | - | - | - | - | - | - |
| ----- | ----- | - | - | - | - | - | - | - |
| 7 048 | 7 594 | - | - | - | - | - | - | - |

## Culture locale et patrimoine

### Lieux et monuments
- L'église Notre-Dame de l'Assomption de style roman datant de la fin du XIIe siècle. Au cours de sa longue existence, elle a subi de nombreuses modifications, destructions, reconstructions et extensions. De l’édifice d’origine ne subsistent que quelques vestiges tels que le portail avec ses six chapiteaux semblables. En 1939, dans la nuit de la Saint-Sylvestre, l’église est détruite par un incendie. Elle renaît quelques mois plus tard grâce à la mobilisation des Lagordais et de la municipalité. En 2010, avec la collaboration de la Fondation du patrimoine, l’église bénéficie d’une importante restauration qui permet de mettre au jour des vitraux et des portes oubliés depuis longtemps[22].
- Le château du Clavier, construit au XIXe siècle par une famille de négoce d’eaux-de-vie. Durant la Seconde Guerre mondiale, il est réquisitionné par l’armée allemande, qui y crée une école de sous-officiers de la défense anti-aérienne. À la fin de la guerre le château est détruit par un incendie. Après une remise en état il devient en 1949 une colonie de vacances. En 1978 la commune de Lagord rachète le château qui est laissé à l'abandon durant de nombreuses années. En 2010 il redevient privé, racheté pour être transformé en hôtel. Le parc autour du château reste public.
- Le moulin Benoist et le moulin Vendôme. Ces deux moulins sont les seuls qui restent sur les six présents autrefois dans la commune, attestant d'une activité de culture céréalière passée.
- Le château du Bois-Huré

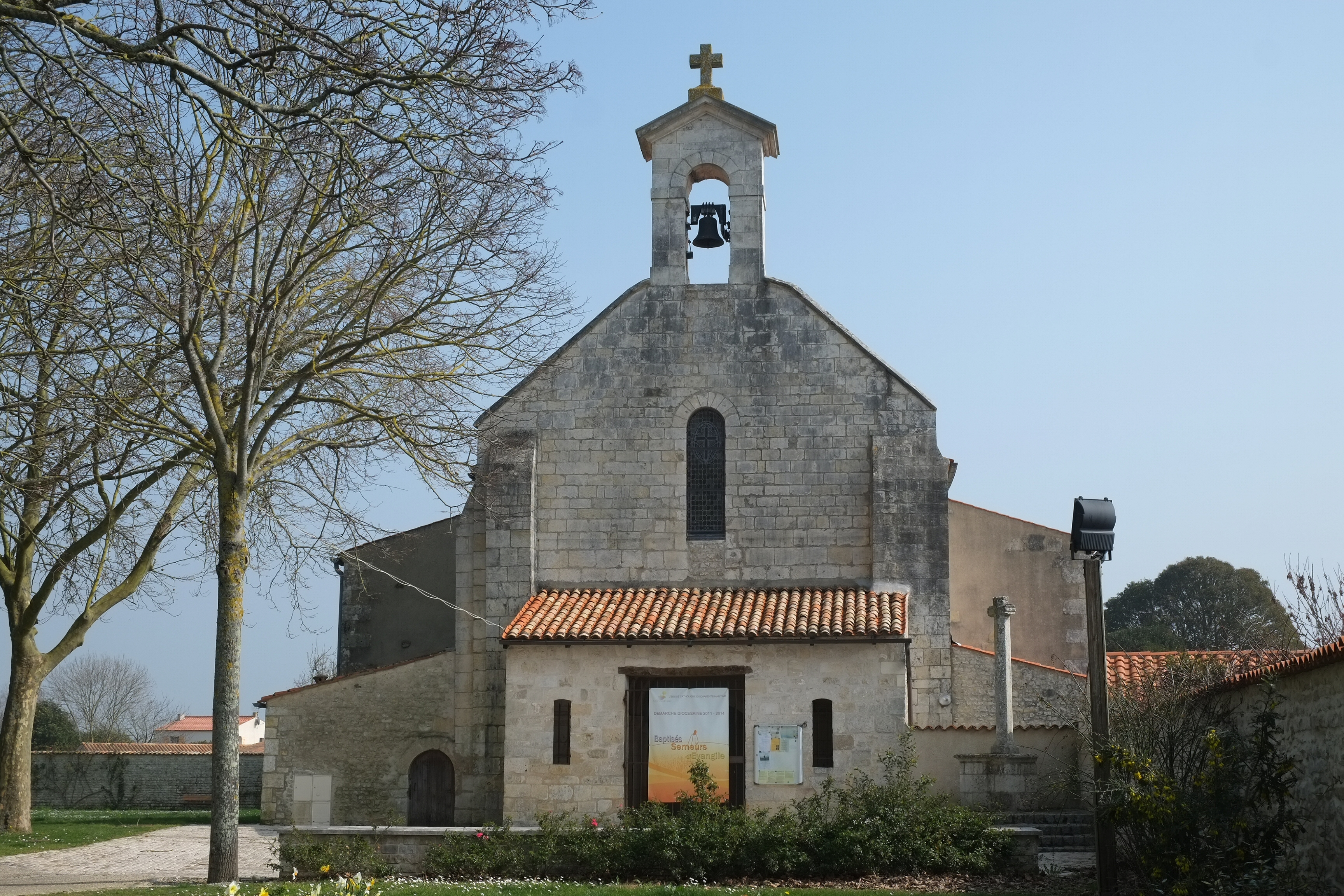
Église Notre-Dame de l'Assomption.
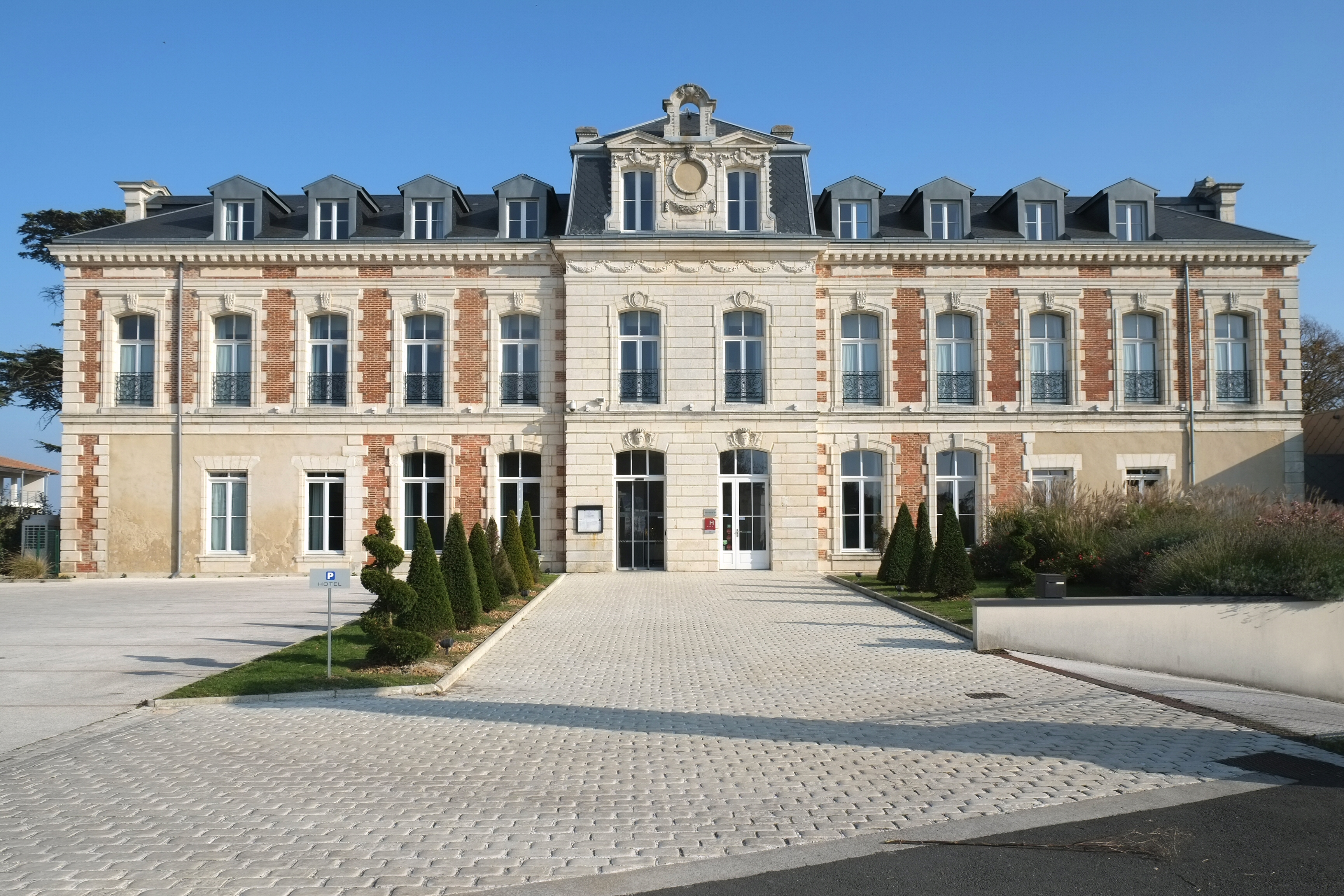
Château du Clavier.

### Personnalités liées à la commune
- Le peintre Louis Suire (1899-1987) y est mort.

### Héraldique
| Blason | Blasonnement : De gueules au pressoir à vis au naturel, soutenu d’une champagne d’azur* chargée de trois feuilles de chêne de sinople* posées en bande et rangées en fasce, au comble aussi d’azur* chargé du nom « LAGORD » en lettres capitales d’argent. Commentaires : * Il y a là non-respect de la règle de contrariété des couleurs : ces armes sont fautives (azur sur gueules, sinople sur azur).. |